# La fortaleza (álbum)
La fortaleza es el cuarto álbum de la cantante chilena Francisca Valenzuela, lanzado el 17 de enero de 2020. Es el primer trabajo discográfico de Valenzuela en ser publicado bajo el sello internacional Sony Music Entertainment, discográfica con la que firmó a mediados de 2019. El álbum cuenta con la producción de Fernando Herrera Bastidas y Vicente Sanfuentes, este último también se encargó de la producción de su anterior álbum de estudio, Tajo abierto (2014).

## Antecedentes y lanzamiento
Después del lanzamiento de su álbum Tajo abierto en 2014, Valenzuela se dedica de lleno a otros proyectos en carpeta como el Ruidosa Fest, además de presentarse en diferentes partes de Chile y viajar a otros países para promocionar su música a mayor escala.
Para 2019, Valenzuela ya contaba con 3 sencillos publicados y ficharía el lanzamiento de "La Fortaleza" para octubre o noviembre del mismo año, sin embargo debido al Estallido Social en Chile ocurrido el 18 de octubre en el país con varias secuelas a futuro, la cantautora daría un paso atrás con estos planes para finalmente anunciar un el sencillo Flotando, postergando el lanzamiento oficial del álbum para el día 17 de enero de 2020.
La fortaleza es el primer álbum de estudio de Valenzuela en estar bajo la licencia de una discográfica internacional (Sony Music Entertainment), cabe aclarar que sus dos primeros proyectos (Muérdete la lengua y Buen soldado) estuvieron bajo la distribución del sello de la quebrada distribuidora chilena de discos Feria Music. Por otra parte, se mantiene la colaboración con su sello independiente Frantastic, el cual alberga su catálogo musical desde su fundación en 2013.

## Promoción
Valenzuela comenzó las promociones en la gira «Tómame Tour» que visitó algunos casinos en Chile en octubre de 2018. Dos meses después, se embarcó en una gira de verano promocional que visitó diferentes ciudades de Chile. También formó parte de la edición 2019 de Lollapalooza Chile.

### Sencillos
En julio de 2018, Francisca anuncia su regreso a las plataformas digitales con un nuevo sencillo titulado «Tómame», este según la cantante sería la primera vértebra de un nuevo álbum. La canción con un sonido fresco y actual, fue escrita por Francisca Valenzuela y producida por Fernando Herrera y Vicente Sanfuente, aborda a través de sus letras la fuerza, libertad y evolución continua.
«Ya no se trata de ti» se estrenó como el segundo sencillo el 26 de julio de 2019, su musical dirigido por la propia Francisca, al igual que su sencillo anterior «Tómame» y se publicó a través de la revista Rolling Stone y su canal de YouTube. El 28 de junio de 2019, volvió a lanzar la canción como sencillo, esta vez en una versión acústica en colaboración con Elsa Y Elmar.
La pista «Héroe» se presentó por primera vez el 9 de julio de 2019, en los Premios Pulsar y luego se lanzó oficialmente el 26 de julio de 2019 como el tercer sencillo del álbum. Posteriormente, lanzó el tema «Al final del mundo» junto a Claudio Parra el 8 de noviembre de 2019.
El 10 de enero de 2020, Valenzuela publicó el cuarto sencillo de la producción discográfica «Flotando», su video musical estrenado el mismo día fue dirigido por Sebastián Soto Chacón y por la misma Valenzuela. El 15 de junio de 2020, volvió a lanzar la canción como sencillo, esta vez titulada «Flotando (El viaje de Matisse)» en colaboración con Matisse.

## Lista de canciones
| N.º   | Título                                     | Escritor(es)                                     | Productor(s)                                  | Duración |  |
| 1.    | «Nunca quise herirte»                      | Francisca Valenzuela                             | Vicente Sanfuentes y Fernando Herrera         | 2:07     |  |
| 2.    | «Héroe»                                    | Valenzuela, Vicente Sanfuentes y Jarina De Marco | Francisca Valenzuela, Sanfuentes y F. Herrera | 3:26     |  |
| 3.    | «Tómame»                                   | Valenzuela                                       | Sanfuentes y F.Herrera                        | 3:07     |  |
| 4.    | «Ven a buscarlo»                           | Valenzuelaa y Max Hershenow                      | Sanfuentes, F.Herrera y Max Hershenow         | 3:20     |  |
| 5.    | «Flotando»                                 | Francisca Valenzuela y Sanfuentes                | Sanfuentes y Vicente Herrera                  | 4:00     |  |
| 6.    | «Al final del mundo» (feat. Claudio Parra) | Valenzuela                                       | Sanfuentes y F.Herrera                        | 4:04     |  |
| 7.    | «Ya no se trata de ti»                     | Valenzuela                                       | Valenzuela, Sanfuentes y F.Herrera            | 3:19     |  |
| 8.    | «No te alcanzó»                            | Valenzuela                                       | Sanfuentes y Manú Jalil                       | 4:33     |  |
| 9.    | «Ansiedad (Peleo con las sombras)»         | Valenzuela                                       | Sanfuentes y F. Herrera                       | 2:23     |  |
| 10.   | «Normal mujer»                             | Valenzuela                                       | Sanfuentes, Ceci Gómez y Max Hershenow        | 3:58     |  |
| 11.   | «Amiga cruel»                              | Valenzuela                                       | Sanfuentes, F. Herrera y Hershenow            | 3:22     |  |
| 12.   | «Boca»                                     | Valenzuela                                       | Sanfuentes, F. Herrera y Gómez                | 3:12     |  |
| 13.   | «Una noche contigo»                        | Valenzuela                                       | Sanfuentes y Linus Wiklund                    | 3:06     |  |
| 14.   | «La fortaleza»                             | Valenzuela                                       | Sanfuentes, F. Herrera y Roberto Trujillo     | 3:55     |  |
| 47:53 |                                            |                                                  |                                               |          |  |

## Premios y nominaciones
El segundo sencillo del álbum «Ya no se trata de ti» recibió una nominación a Canción del año en los premios Pulsar 2019.
En 2020, Francisca Valenzuela recibió tres nominaciones en la primera edición de los premios Musa, Disco del Año por La fortaleza, Artista pop del año, y ganando la categoría de Vídeo del año por la canción que da título al álbum «La fortaleza».
En la séptima edición de los Premios Pulsar 2021, Valenzuela fue las más galardonada de la ceremonia, se llevó tres de las cuatro nominaciones a las que postulaba, perdiendo en la categoría Artista del Año, llevándose los premios a Mejor Artista Pop, Canción del Año por «Flotando» y el premio más importante de la noche, Álbum del Año por La fortaleza.
| Año  | Premio         | Categoría     | Resultado | Ref.   |
| ---- | -------------- | ------------- | --------- | ------ |
| 2020 | Premios Musa   | Disco del Año | Nominado  | [ 18 ] |
| 2021 | Premios Pulsar | Album del Año | Ganador   | [ 19 ] |